# Хмельно (Нижньосілезьке воєводство)
Хмельно (пол. Chmielno, нім. Ludwigsdorf) — село в Польщі, у гміні Львувек-Шльонський Львувецького повіту Нижньосілезького воєводства.
Населення — 405 осіб (2011).
У 1975-1998 роках село належало до Єленьоґурського воєводства.

## Демографія
Демографічна структура станом на 31 березня 2011 року:
|          | Загалом | Допрацездатний вік | Працездатний вік | Постпрацездатний вік |
| -------- | ------- | ------------------ | ---------------- | -------------------- |
| Чоловіки | 197     | 42                 | 142              | 13                   |
| Жінки    | 208     | 46                 | 122              | 40                   |
| Разом    | 405     | 88                 | 264              | 53                   |